# Yoann Arquin
Yoann Axel Cyriac Arquin (ur. 15 kwietnia 1988 w Hawrze) – francuski piłkarz występujący na pozycji napastnika, reprezentant Martyniki.

## Kariera klubowa
Arquin rozpoczynał karierę w czwartej lidze francuskiej, w zespołach AS Nancy B, FC Nantes B, Quimper Cornouaille FC, Paris Saint-Germain B oraz Red Star FC. Następnie grał w Anglii, w Hereford United (League Two) i Notts County (League One). W styczniu 2014 został zawodnikiem szkockiego Ross County. W Scottish Premiership zadebiutował 18 stycznia 2014 w wygranym 3:0 meczu z Dundee United i strzelił wówczas gola.
W styczniu 2015 odszedł do ligowego rywala, St. Mirren i grał tam do końca sezonu 2014/2015. Następnie występował w tureckim 1461 Trabzon (TFF 1. Lig), szwedzkiej Syriansce (Superettan) oraz angielskim Mansfield Town (League Two). W styczniu 2018 przeszedł zaś do kazachskiego Kajsaru Kyzyłorda. Swój pierwszy mecz w Priemjer Ligasy rozegrał 11 marca 2018 przeciwko FK Aktöbe (0:1).
W połowie 2018 roku przeniósł się do angielskiego Yeovil Town (League Two), a rok później podpisał kontrakt z chińskim klubem Heilongjiang Lava Spring z China League One.

## Statystyki
Stan na 1 stycznia 2020
| Rozgrywki            | Poziom | Kraj       | Mecze | Bramki |
| -------------------- | ------ | ---------- | ----- | ------ |
| Scottish Premiership | I      | Szkocja    | 45    | 6      |
| Priemjer Ligasy      | I      | Kazachstan | 7     | 0      |
| TFF 1. Lig           | II     | Turcja     | 22    | 3      |
| Superettan           | II     | Szwecja    | 13    | 5      |
| China League One     | II     | Chiny      | 11    | 7      |
| League One           | III    | Anglia     | 53    | 12     |
| League Two           | IV     | Anglia     | 78    | 12     |
| CFA                  | IV     | Francja    | 97    | 18     |

## Kariera reprezentacyjna
W 2013 roku Arquin został powołany do reprezentacji Martyniki na Złoty Puchar CONCACAF. Zagrał na nich w meczach z Kanadą (1:0) i Panamą (0:1), a Martynika odpadła z turnieju po fazie grupowej.
W 2017 roku po raz drugi wziął udział w Złotym Pucharze CONCACAF. Wystąpił na nim w spotkaniach z Nikaraguą (2:0), Stanami Zjednoczonymi (2:3) i Panamą (0:3), a Martynika ponownie zakończyła turniej na fazie grupowej.